# 笑道 (北海道文化放送)
『笑道』（わらいどう、WARAI-DO）は、2006年から2020年まで吉本興業札幌支社と北海道文化放送により開催されたお笑いのコンテスト並びに、同コンテストに関連し北海道文化放送で放送された同名のバラエティ番組のシリーズ、並びに2023年から吉本興業札幌支社により開催されているお笑いライブ。

## 概要
札幌吉本所属の芸人による、「北海道で一番おもしろい」芸人を決めるコンテスト。UHBが「M-1グランプリの北海道版を展開したい」との狙いで札幌吉本に持ちかけたことをきっかけに、芸人の発掘と育成を一本化した取り組みとして2006年4月から開始。ターミナルプラザことにパトス（札幌市西区）にて毎月行われる、通常開催コンテストで昇格やポイントを競い毎月の黒帯優勝者には1時間の単独ライブの権利が与えられ、道新ホールにて3月にランキング上位出場者が出演しての決勝戦ライブ「笑道頂上決戦」を開催し年間優勝者を決め優勝者には賞金30万円が贈られた。
ライブの模様はエリア放送「ことにTV」で放送された。毎月の決戦第1位のネタは北海道文化放送の深夜に地上波放送され、UHB公式YouTubeにもアップされた。ライブのMCはモリマン、番組のナビゲーターは落語家「笑生善良」としての顔も持つ吉田雅英アナウンサー。
テレビ番組としては2020年3月26日深夜放送をもって終了。最終回は吉田雅英アナと第10回優勝のすずらん・山本貴之が笑道の歴史を振り返るトークを行い、2015年度頂上決戦でのすずらんのネタ映像を挟み、別れの挨拶と第11回から第13回の頂上決戦優勝者の短い映像を取り上げる形となった。
新人の所属合否を決めるオーディションライブとしての役割も担っていたが、2020年にNSC札幌校が設立されその役割を終えた。
その後札幌吉本の月例バトルライブとしてはBLOCHを会場とする「蟹ウニいくライブ」（2023年1月 - 3月）を経て、札幌市民交流プラザ・クリエイティブスタジオを会場とする「サツヨシネタバトルライブ」が2023年4月より開始され実質的後継企画となっており、2024年度より頂上決戦の後継にあたる「札幌よしもとチャンピオンシップ」が復活している。またサツヨシネタバトルライブの派生企画として2023年よりネタとコーナーを行うライブとなる「笑道 黒帯」「笑道 白帯」が開始。アマチュアの出場は受け付けておらず、出演は札幌吉本所属芸人のみとなっておりサツヨシネタバトルライブの観客投票順位に応じて上位出演者を「黒帯」・下位出演者を「白帯」に振り分けて開催している。

## ルール
最終年2019年度の制度。
- 「黒帯」「白帯」の2部制で開催[6][注 1]。
- 披露できるネタは漫才、コント、漫談など何でも可。
- ネタ時間は「黒帯」は3分、「白帯」は2分。制限時間を超えると強制終了となり、観客の票数から10票減票される。
- 白帯上位2組はその日の黒帯に出場し、黒帯下位2組は翌月白帯へと降格する。白帯から黒帯への初昇格から1年以内に2度目の昇格を決めると所属のチャンスとして札幌よしもととの面談の権利を獲得、実力の高い場合は面談を経ず所属となる[注 2]。
- 「黒帯」「白帯」ともに、観客の得票数でその月の順位を決める。「黒帯」における順位ごとの獲得ポイントは下記の通り。
  - 1位：10P 2位：8P、3位：6P、4位：5P、5位：4P、6位：3P、7位：2P、8位：1P
- 「黒帯」の年間合計獲得ポイント上位6組が「頂上決戦」に出場できる。頂上決戦では年間獲得ポイントと会場での観客投票のポイントの合計で順位を決定する。

## 年間優勝者
| 回数/年度          | グループ名     | 備考 |
| ------------------ | -------------- | --- |
| 第1回（2006年度）  | グリーンランド | M-1グランプリ2010 準々決勝進出。 東京吉本移籍を経て、2012年解散。                                                                                    |
| 第2回（2007年度）  | グリーンランド | M-1グランプリ2010 準々決勝進出。 東京吉本移籍を経て、2012年解散。                                                                                    |
| 第3回（2008年度）  | グリーンランド | M-1グランプリ2010 準々決勝進出。 東京吉本移籍を経て、2012年解散。                                                                                    |
| 第4回（2009年度）  | 市原           | 最短芸歴（1年10ヶ月）での優勝。 |
| 第5回（2010年度）  | 兎             | 2011年に上京。 東京吉本、浅井企画移籍を経て2014年解散。                                                                                              |
| 第6回（2011年度）  | 市原           | |
| 第7回（2012年度）  | 市原           | |
| 第8回（2013年度）  | サンモジ       | 唯一のトリオでの優勝、かつ唯一の男女混成グループでの優勝。 歌ネタ王決定戦2013準決勝進出。2015年解散。 メンバーの加我卓也は上京し、「四天王」で活動。 |
| 第9回（2014年度）  | 市原           | 2015年に上京、東京吉本所属。 2019年に吉本を退社し、2020年末解散。                                                                                    |
| 第10回（2015年度） | すずらん       | 2014年に東京から札幌吉本に復帰。 最長芸歴（15年）での優勝。                                                                                          |
| 第11回（2016年度） | つちふまズ     | 2023年に上京、東京吉本所属。 |
| 第12回（2017年度） | ササタニ       | 最年少（18歳）での優勝。 2018年に上京し、東京NSC24期生となる。 2021年解散、2024年再結成・再解散。                                                    |
| 第13回（2018年度） | コロネケン     | キングオブコント2023・2024準々決勝進出。 |
| 第14回（2019年度） | -              | 新型コロナウイルスに伴い「頂上決戦」大会中止。 中止前の年間獲得ポイントではコロネケンが1位。                                                         |